# Medieval & Legendario
Medieval & Legendario es el segundo álbum recopilatorio del grupo español de heavy metal Tierra Santa, que fue publicado por Maldito Records en 2012.
Este álbum recopila los dos primeros álbumes del grupo: Medieval y Legendario, los cuales fueron publicados en 1997 y 1999 respectivamente.
Medieval & Legendario fue remasterizado por la compañía Crossfade Mastering, con ubicación en Valencia, España.

## Lista de canciones
Todas las canciones fueron escritas por Tierra Santa

### Disco uno -Medieval
| N.º | Título            | Duración |  |
| 1.  | «Medieval»        | 5:13     |  |
| 2.  | «Tierra Santa»    | 3:46     |  |
| 3.  | «Leyenda»         | 6:52     |  |
| 4.  | «Desterrado»      | 7:41     |  |
| 5.  | «Hijos del odio»  | 3:57     |  |
| 6.  | «Vikingos»        | 5:58     |  |
| 7.  | «Reino de sueños» | 6:27     |  |
| 8.  | «Nunca más»       | 5:30     |  |

### Disco dos -Legendario
| N.º | Título                  | Duración |  |
| 1.  | «La profecía»           | 1:11     |  |
| 2.  | «Séptima estrella»      | 3:55     |  |
| 3.  | «La cruzada»            | 4:32     |  |
| 4.  | «El bastón del Diablo»  | 5:17     |  |
| 5.  | «Reconquista»           | 4:02     |  |
| 6.  | «Legendario»            | 4:48     |  |
| 7.  | «La mano de Dios»       | 4:36     |  |
| 8.  | «Atlántida»             | 3:36     |  |
| 9.  | «Drácula»               | 3:56     |  |
| 10. | «Los Diez Mandamientos» | 6:28     |  |

## Formación
- Ángel San Juan — voz y guitarra
- Arturo Morras — guitarra
- Roberto Gonzalo — bajo
- Iñaki Fernández — batería
- Tomy — teclados (en el disco uno)
- Óscar Muñoz — teclados (en el disco dos)
- Juanan San Martín — teclados